# Zwei slawische Psalmen
Zwei slawische Psalmen est une œuvre pour chœur mixte ou solistes a cappella écrite par Arvo Pärt, compositeur estonien associé au mouvement de musique minimaliste.

## Historique
La première exécution publique a eu lieu à Witten en 1984 par le Collegium Vocale Köln. L'œuvre est dédiée à Wilfried Bennecke.

## Structure
En deux mouvements :
1. Psaume 117
2. Psaume 131

## Discographie
- Sur le disque Da pacem, par le Chœur de chambre philharmonique estonien dirigé par Paul Hillier, chez Harmonia Mundi (2006)[3]